# Spray Network
Pour les articles homonymes, voir Spray (homonymie).
Spray Network AB est une société suédoise de l'Internet propriétaire du portail web du même nom et du service de rencontres Spray Date. 

## Historique
Spray est fondée en 1995.
Bientôt présente dans divers pays, soit en Allemagne, au Danemark, en Finlande, en France, en Italie, en Norvège et en République tchèque, elle rachète le français Caramail et est rachetée par Lycos Europe en 2000. La marque disparaît alors de la Toile française. Love@Lycos y succède à Spray Date.
En 2004, elle reprend les activités en Suède de Tiscali sous la marque Spray Telecom. 
En 2006, Allers s'empare de Spray qui cède, en 2007, ses activités télécom à Glocalnet.